# Major League Lacrosse MVP
Die Bud Light Major League Lacrosse MVP -Auszeichnung
wird jährlich an den besten und wertvollsten Spieler der Lacrosse-Liga Major League Lacrosse verliehen.